# روبرتو شوالیه
روبرتو شوالیه (ایتالیایی: Roberto Chevalier؛ زادهٔ ۱۴ مهٔ ۱۹۵۲) بازیگر، صداپیشه، مدیر دوبلاژ اهل ایتالیا است.
وی صداپیشهٔ شناخته‌شده‌ای است و دوبلور رسمی ایتالیایی تام کروز است. وی همچنین به‌جای تام هنکس، اندی گارسیا، دنیس کواید و اوون ویلسون هم حرف می‌زند.
از فیلم‌ها یا سریال‌های تلویزیونی که وی در آن نقش داشته‌است، می‌توان به شوهران جوان، پادره پیو: مرد کرامات، بال‌های زندگی و حوزه استحفاظی اشاره کرد.